# Seicercus tephrocephalus
Seicercus tephrocephalus е вид птица от семейство Phylloscopidae.

## Разпространение
Видът е разпространен във Виетнам, Индия, Китай, Лаос, Мианмар и Тайланд.